# Szigethalom
Szigethalom [sigethalom] je město v Maďarsku v župě Pest, spadající pod okres Szigetszentmiklós. Město je součástí aglomerace tří měst Szigethalom, Szigetszentmiklós a Tököl. Žije zde přibližně 18 tisíc obyvatel, z nichž jsou 81,8 % Maďaři.

## Poloha
Město se nachází v severní části ostrova Csepel, v rovinaté oblasti, 12 km od hlavního města Budapešti. Jedná se de facto o jedno z předměstí maďarské metropole. Na severovýchodě sousedí s průmyslovým areálem bývalé automobilky Csepel a čtvrtí Bucka ve městě Szigetszentmiklós, na potom jihu s lesoparkem Tököl, na severozápadě potom vede regionální železniční trať Budapešť – Ráckeve (za níž se nachází obec Tököl) a na východě jej odděluje rameno Dunaje Ráckevei-duna. Uliční síť města je uspořádána pravidelným způsobem. Zástavbu tvoří v drtivé většině nízké domy.

## Historie
Szigethalom se z malé vesnice začal rozvíjet do podoby příměstského sídla v 19. století. Zprvu zde žilo jen několik málo rodin, atraktivitu lokalitě nicméně přidala i železnice, která sem byla na přelomu 19. a 20. století zavedena z Budapešti. Pozdější industrializace v období okolo první světové války znamenala příchod dalších lidí. Postavena byla továrna a pro její potřeby také i Letiště Tököl. 
Kvůli průmyslu byl nicméně Szigethalom během druhé světové války cílem vzdušných úderů. Po druhé světové válce se název města změnil z Tököl–Szilágyitelep na současný. 
Od vzniku samostatné obce v roce 1950 se Szigethalom dynamicky rozvíjel, během deseti let bylo předáno nové zdravotnické zařízení, potom nová základní škola, mateřská škola a policejní služebna. V roce 1970 byla v tehdejší šestitisícové obci z důvodu velkých vzdáleností zahájena autobusová doprava. Roku 1985 byla otevřena druhá základní škola. Do roku 2002 se podařilo rozšířit kanalizační síť na celý Szigethalom.
V roce 2004 obdržel statut města. Vzhledem k suburbanizaci nedaleké metropole Budapešti počet obyvatel neustále ale pozvolně roste.

## Pamětihodnosti a zajímavosti
Ve městě se nachází řeckokatolický kostel sv. Štěpána, dále potom reformovaný kostel a římskokatolický kostel z roku 1933. Na náměstí Dísz tér stojí památník revolučních událostí let 1848 až 1849.
Městská knihovna Gézy Hegedüse byla založena v roce 1996 ze sbírek kulturního domu patřícího k privatizované automobilce a dnes má více než 50 000 svazků.
Nedaleko města leží také rodinný park s různými zvířaty.
Park EMESE představuje ukázku středoevropské vesnice ze středověku. 

## Doprava
Szigethalom je napojen na linku 6 budapešťské příměstské železnice HÉV. Má dvě nádraží – hlavní a Szigethalom alsó (dolní nádraží). Výhledově by trať měla být přebudována na plnohodnotné metro. Kromě toho do Szigethalomu zajíždějí i autobusy.
Do poloviny devadesátých let provozoval BKV (budapešťský dopravní podnik) také autobusovou dopravu s číslem 38 do automobilky Csepel , která byla k 1. září 1996 ukončena z důvodu ekonomických potíží společnosti.

## Partnerská města
- Fiľakovo, Slovensko
- Jaworzno, Polsko
- Söderhamn, Švédsko
- Kikinda, Srbsko